# Mitsubishi Electric
Mitsubishi Electric Corporation (яп. 三菱電機株式会社 мицубиси дэнки ко:гё: кабусикигайся) (корпорация «Мицубиси Электрик») — японская компания по производству и продаже широкого спектра электрического и электротехнического оборудования. Головной офис расположен в Токио, Япония.

## История

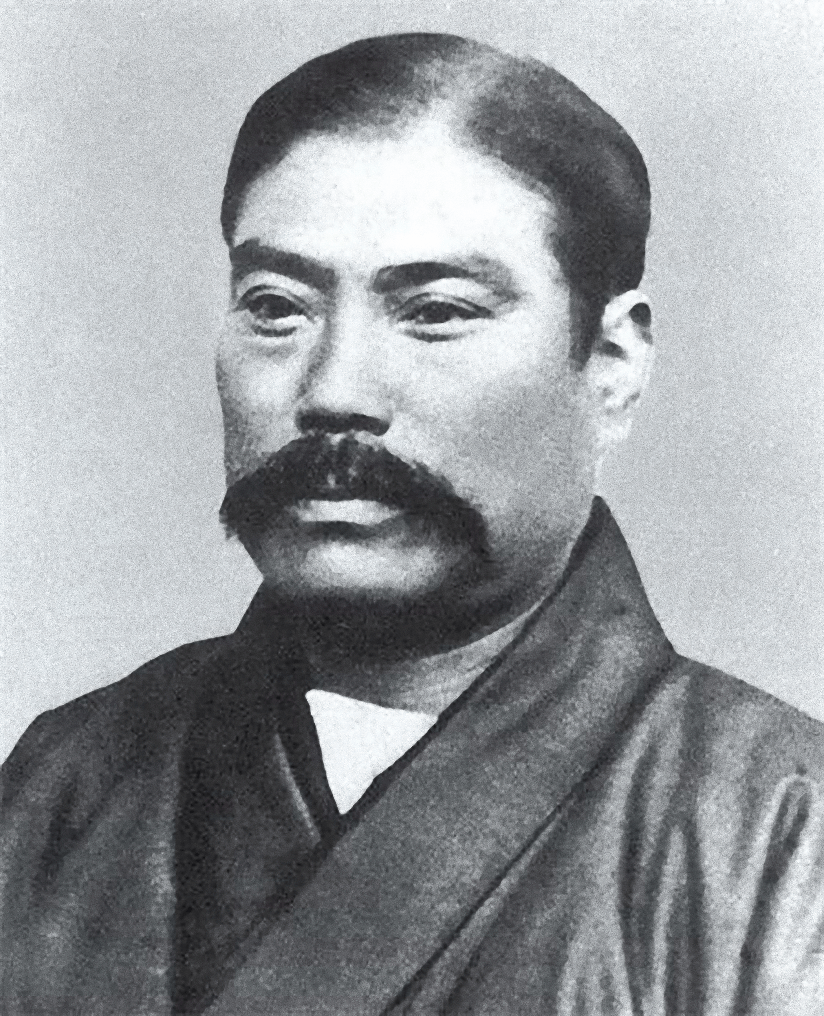
Ятаро Ивасаки (Yataro Iwasaki, 1835—1885

Компания была основана 15 января 1921 году в результате отделения от Mitsubishi Shipbuilding Co. (сегодня это Mitsubishi Heavy Industries, Ltd.), располагавшейся в г. Кобэ, фабрики по производству электромоторов. Основатель Mitsubishi Shipbuilding Co. — Ятаро Ивасаки, который также считается основателем других компаний, имеющий слово Mitsubishi в своем названии и когда отделившихся от холдинга.
Несмотря на юридическую независимость, компании считают себя членами семьи Mitsubishi и образуют «Кинъёкай» («Клуб, который собирается по пятницам»), объединяющий глав самых крупных компаний из семьи Mitsubishi.

## Слоган
- With you today and tomorrow («С тобой сегодня и завтра», 1962—1968, только для Японии);
- Advanced and ever Advancing Mitsubishi Electric («Передовая и постоянно развивающаяся Mitsubishi Electric», 1968—1985, только в Японии, 1968—2001 — на зарубежных рынках);
- SOCIO-TECH: enhancing lifestyles through technology («SOCIO-TECH: повышая уровень жизни через технологии», 1985—2001 в Японии, в 2001 году был введён специально созданный для Японии логотип «MITSUBISHI» голубого цвета);
- Changes for the better — («Перемены к лучшему», действует с 2001 года);
- For Greener Tomorrow — («За зелёное завтра» — слоган экологической программы Eco Changes с 2010 года);
- Drive you ambitions — («Направляй свои амбиции», действует с 2017 года).

## Месторасположение
Корпорация представлена во всем мире через развитую сеть региональных представительств, филиалов, а также дочерних компаний в Европе, Азии, Северной и Южной Америке, Центральной и Южной Африке, Ближнем Востоке — всего 108 структур за исключением Японии, где располагаются также основные производственные площадки и исследовательские центры.
В Европе интересы корпорации представляет дочерняя компания Mitsubishi Electric Europe B.V. со штаб-квартирой в Великобритании и офисами в Германии, Нидерландах, Франции, Испании, Италии, Швеции, Польше, Чехии, а также России.
На территории Европы расположены заводы компании — по производству систем кондиционирования воздуха в Шотландии, автомобильных компонентов в Чехии и Нидерландах.
В России компания имеет представительства и офисы в Москве, Санкт-Петербурге, Екатеринбурге, Новосибирске, Уфе, Нижнекамске.

## Продукция
В настоящее время Mitsubishi Electric производит широкий спектр различного оборудования от бытовых приборов до космических систем. Mitsubishi Electric принадлежит большое количество мировых рекордов и Ноу-Хау.
Системы кондиционирования воздуха
- комнатные кондиционеры
- VRF системы Термобилдинг
- Полупромышленные системы
- тепловые насосы

Продукты для промышленной автоматизации
- преобразователи частоты
- ПЛК (программируемые логические контроллеры)
- панели операторов
- сервоприводы
- коммутационное оборудование
- промышленные роботы
- электроэрозионное оборудование

Системы отображения информации
- проекторы
- ЖК и OLED дисплеи
- видеостены

Системы фотопечати
- принтеры
- фотокиоски

Полупроводниковые силовые приборы
- силовые модули
- оптические устройства
- TFT — панели

Системы оборудования зданий
- Системы кондиционирования воздуха
- Системы вентиляции
- Лифты и эскалаторы
- Траволаторы
- Сушилки для рук (Mitsubishi Jet Towel)

Энергетические системы
- турбогенераторы
- трансформаторы
- фотоэлектрические системы

Коммуникационные системы
- GE-PON

Транспортные системы
- системы кондиционирования для вагонов поездов
- информационные дисплеи
- электродвигатели, приводы
- системы рекуперативного торможения

Автомобильные компоненты
- стартеры и генераторы
- мультимедиа

Mitsubishi Electric также производит бытовую технику (для внутреннего рынка) и оборудование для космоса. В период с 1999 по 2004 год компания производила мобильные телефоны для японского оператора сотовой связи NTT DoCoMo.

## Достижения
- Дисплей Diamond Vision, установленный на стадионе Dallas Cowboys Stadium в США вошел в книгу рекордов Гиннесса как самый большой экран высокого разрешения — высота 22 м и ширина 48 м.
- В 2010 году звания самого большого дисплея получил экран Mitsubishi Electric, установленный на ипподроме Meydan в Дубае — ширина 107,5 м, высота — 10,88 м, общая площадь экрана — 1 169 м².
- Mitsubishi Electric построила самую высокую башню для тестирования своих лифтов (173 м) в Иназава, Япония — Solae Test Tower[англ.]
- Самые быстрые в мире лифты Mitsubishi Electric — 1080 м/мин представлены компанией в 2011 году
- Mitsubishi Electric установила OLED-дисплей сферической формы диаметром 6 метров Geo-Cosmos в Национальном музее развития науки и инноваций в Токио
- Первый в мире спиралевидный эскалатор в торговом центре в Сан-Франциско, США (1998 г.)

## Mitsubishi Electric в СНГ
Mitsubishi Electric начала свою деятельность в СНГ в 1997 году, когда было открыто представительство, в 2004 было открыто в Киеве Украина, В 2007 году был открыт Mitsubishi Electric Europe B.V. (Мицубиси Электрик Юроп Б. В.) в Екатеринбурге, а в 2008 году — в Санкт-Петербурге.
«KAZINTERCOOL» c 1999 года официальный дистрибьютор Mitsubishi Electric по системам кондиционирования, отопления и вентиляции воздуха производства Mitsubishi Electric на территории Казахстана.
Так же с 2004 года официальным дистрибьютором Mitsubishi Electric в сфере автоматики становится - ТОО "KAZPROMAVTOMATIKA" (КАЗПРОМАВТОМАТИКА).
29 апреля 2016 года в Карагандинском государственном техническом университете (Караганда, Казахстан) был открыт Центр Автоматизации Mitsubishi Electric. Центр открыт для обучения студентов университета и повышения квалификации сотрудников промышленных предприятий современным средствам автоматизации Mitsubishi Electric. Учебные стенды центра моделируют любые технологические процессы предприятий всех отраслей промышленности.
В настоящее время в бывших странах СНГ через дистрибьюторскую сеть ведутся продажи оборудования Mitsubishi Electric — систем кондиционирования, продукты промышленной автоматизации, полупроводниковые силовые приборы, презентационное оборудование и системы отображения информации, оборудование для печати фотографий, оборудование для энергетики, электроэрозионные станки.

## Спонсорство, корпоративная социальная ответственность
Представительство Mitsubishi Electric Europe B.V. является спонсором Государственного музея искусства народов Востока, выставок японского искусства в ГМИИ им. Пушкина, а также ежегодного фестиваля «Японская осень».